# Харченко Максим Борисович
Макси́м Бори́сович Ха́рченко (нар. 28 березня 1978 — пом. 28 серпня 2014) — солдат Збройних сил України, учасник російсько-української війни.

## Короткий життєпис
Народився 1978 року. Закінчив київську ЗОШ № 67 Солом'янського району; Національну Академію внутрішніх справ України, працював інспектором розшуку. Через реорганізацію залишив службу у званні лейтенанта міліції та пішов на контрактну службу в ЗСУ, був професійним снайпером-радіотелефоністом.
Брав участь у багатьох миротворчих операціях у різних країнах — протягом 2003—2004 років перебував у миротворчому контингенті в Республіці Ірак, рота військової поліції; згодом брав участь в інших миротворчих операціях на території Африки.
Був активним учасником Революції Гідності — терміново залишив службу та повернувся до Києва. Був у штабі національного спротиву — охороняв підступи до сцени; виносив полеглих та поранених з вулиці Інститутської.
На фронт пішов добровольцем попри те, що його не хотіли брати через професійні травми. Снайпер 42-го батальйону територіальної оборони ЗС України Кіровоградської області «Рух Опору», псевдо «Макс-Два-00».
Його підрозділ проривався з боєм для допомоги українським підрозділам в Іловайську, поліг за 400 метрів східніше села Новокатеринівка на полі — край лісопосадки, внаслідок бойового зіткнення. Тоді ж полягли Євген Мельничук, Володимир Татомир, солдат 92-ї бригади Володимир Усенко.
Тіло Максима знайшла 25 вересня пошукова група Місії «Евакуація-200» («Чорний тюльпан»). Після ідентифікації — упізнаний по пластині в нозі — воїна поховали 26 листопада в Золотоноші.
Без Максима лишились мама Надія Сергіївна, дружина, два сини — з них син Андрій.

## Нагороди та вшанування
За особисту мужність і героїзм, виявлені у захисті державного суверенітету та територіальної цілісності України, вірність військовій присязі під час російсько-української війни, відзначений — нагороджений:
- 17 липня 2015 року — орденом «За мужність» III ступеня (посмертно);[1]
- Його портрет розміщений на меморіалі «Стіна пам'яті полеглих за Україну» в Києві: секція 3, ряд 4, місце 23
- Вшановується 29 серпня на щоденному ранковому церемоніалі вшанування українських захисників, які загинули цього дня в різні роки внаслідок російської збройної агресії[2]
- Іловайський Хрест (посмертно)
- груднем 2016 року в київській ЗОШ № 67 Солом'янського району Максиму відкрито пам'ятну дошку[3]
- медаль «За оборону рідної держави» (посмертно)
- медаль «За жертовність і любов до України» (посмертно)